# Mann gegen Mann
«Mann gegen Mann» — двадцатый сингл группы Rammstein. Название песни, посвящённой темы гомосексуальности, можно перевести как «Мужчина против мужчины» (более литературный вариант — «один на один»). Рефрен песни, «Schwulah» (от нем. Schwuler) — обозначение гомосексуала по-немецки, аналогично русскому «голубой».

## Видеоклип
Клип снят режиссёром Йонасом Окерлундом. В клипе Тилль Линдеманн появляется в латексных трусах, парике и сапогах на шпильке, а все остальные участники группы полностью голые (гениталии прикрыты музыкальными инструментами, но на самом деле участники носят «бельё» в цвет человеческой кожи, в результате чего создаётся эффект того, что они нагие, но на нескольких кадрах всё же видно гениталии некоторых участников группы. Видимо, сцены снимались то с «бельём», то без). В клипе происходит прелюдия к оргии, состоящей из множества мужчин, при этом мужские части тела показывают довольно откровенно, но в рамках цензуры. В ходе клипа большая группа голых мужчин утаскивает всех музыкантов, кроме Тилля, в толпу, а Тилль превращается в демона, которому поклоняются похотливые мужчины. В самом конце по желанию «демона-Тилля» у всех находящихся возникает гнев и происходит массовая борьба, а Тилль, сходя с ума, рвёт на себе волосы.

## Живое исполнение
Впервые была исполнена в ноябре 2011 года в Братиславе. Исполнялась на всех концертах 2011 и 2012 года в туре Made in Germany.

## Список композиций

### Расширенное европейское издание CD, Maxi-Single, Enhanced
1. «Mann gegen Mann» — 3:51
2. «Mann gegen Mann» (Popular Music Mix by Vince Clarke) — 4:06
3. «Mann gegen Mann» (Musensohn Remix by Sven Helbig) — 3:12
4. «Ich will» (Live video at Festival de Nimes) — 4:02

### 12" UK Vinyl Limited Edition
1. «Mann gegen Mann» — 3:52
2. «Rosenrot (3AM At Cosey Remix by Jagz Kooner) — 4:50

### 12» UK Promo vinyl
1. «Mann gegen Mann» (Futurist Remix) by Alec Empire — 3:53
2. «Mann gegen Mann» (Popular Music Mix) by Vince Clarke — 4:06

### Немецкое издание CD, Maxi-Single
1. «Mann gegen Mann» — 3:52
2. «Mann gegen Mann» (Popular Music Mix) by Vince Clarke — 4:06

### 2 Track UK CD
1. «Mann gegen Mann» — 3:52
2. «Rosenrot» (The Tweaker Remix by Chris Vrenna) — 4:34

### UK Promo CD, Single
1. «Mann Gegen Mann» (Album Version) — 3:51
2. «Mann Gegen Mann» (Remix By Alec Empire) — 3:56

### UK Promo CD, Single (2)
1. «Mann Gegen Mann» (Album Version) — 3:52
2. «Mann Gegen Mann» (Alec Empire Remix)— 3:51
3. «Mann Gegen Mann» (Vince Clarke Remix) — 4:06
4. «Rosenrot» (Jagz Kooner Remix) — 4:52
5. «Rosenrot» (Chris Vrenna Remix) — 4:34

### Австралийское издание
1. «Mann gegen Mann» — 3:52
2. «Mann gegen Mann» (Popular Music Mix) by Vince Clarke — 4:06
3. «Mann gegen Mann» (Musensohn Remix) by Sven Helbig — 3:12
4. «Mann gegen Mann» (Type O Remix) by Josh Silver — 3:59

## Над синглом работали
- Тилль Линдеманн — вокал
- Рихард Круспе — соло-гитара, бэк-вокал
- Пауль Ландерс — ритм-гитара, бэк-вокал
- Оливер Ридель — бас-гитара
- Кристоф Шнайдер — ударные
- Кристиан Лоренц — клавишные